# Makgadikgadi Pans National Park
Makgadikgadi Pans National Park – park narodowy w Botswanie, utworzony w 1992 roku, którego terytorium zostało częściowo wpisane na listę informacyjną UNESCO.

## Historia
Formą ochrony poprzedzającą dzisiejszy park narodowy było ustanowienie rezerwatu dzikich zwierząt w 1970 roku. Park narodowy został utworzony w 1992 roku. Nazwa Makgadikgadi oznacza „rozległy obszar pozbawiony życia”. 
Dopuszczono na jego terenie ruch pojazdów mechanicznych, jednak na terenie parku brak jest utwardzonych dróg. Rząd pokrywa rolnikom poniesione straty w przypadku zabitych przez lwy zwierząt gospodarskich. 

## Geografia
Park obejmuje obszar 4877 km² w północno-wschodniej Botswanie. W jego skład wchodzą solniska – słonorośla Makgadikgadi (pozostałości po historycznym wielkim jeziorze sprzed tysięcy lat, jedne z największych na świecie, wpisane na listę informacyjną UNESCO), jezioro Makgadikgadi oraz sucha sawanna. Zachodnią granicę parku stanowi rzeka Boteti. Od północy przylega do parku narodowego Nxai Pan National Park.

## Przyroda

### Flora
Na wschodzie parku występuje palma Hyphaene petersiana. Słonorośla tworzy m.in. trawa Odyssea paucinervis. Na obrzeżach solnisk rośnie m.in. sukulent Hoodia lugardii. Rozległe tereny trawiaste z akacjami porasta m.in. Catophractes alexandri oraz Rhigozum brevispinosum. W rejonie piasków rzeki Boteti występują m.in.: drzewa: Acacia mellifera i Acacia erioloba, figowiec sykomora, kigelia afrykańska, Terminalia sericea. 

### Fauna
Park zamieszkują m.in. kaczki, gęsi, pelikany i flamingi karmazynowe. W porze deszczowej (od czerwca) pojawia się m.in. bawolec rudy, eland zwyczajny, gnu pręgowane, oryks południowy, zebra równinna. Na stałe park zamieszkują niewielkie populacje m.in. żyraf i słoni afrykańskich, sporadycznie także hipopotamy. W ekosystemie pośrednim pomiędzy sawanną a buszem występują: niale, w tym kudu wielkie, grym szary, pawiany, kotawiec sawannowy. Z drapieżników występują m.in. gepard grzywiasty, lampart plamisty, lew afrykański, hiena brunatna i krokuta cętkowana. Na terenach piaszczystych występują świstaki, a w pobliżu rzeki Boteti sporadycznie obserwowano krokodyle.

## Galeria

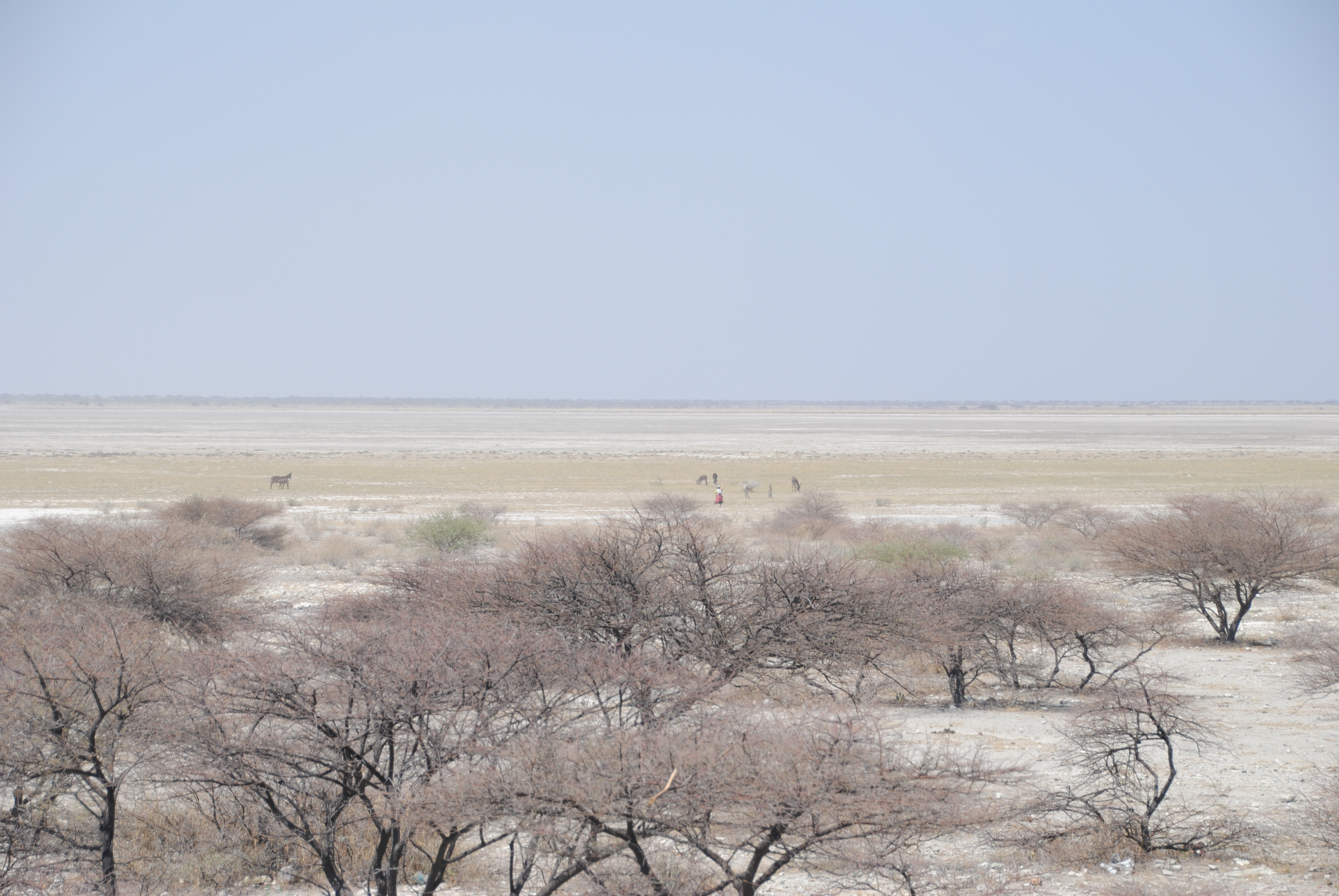
Solniska Makgadikgadi
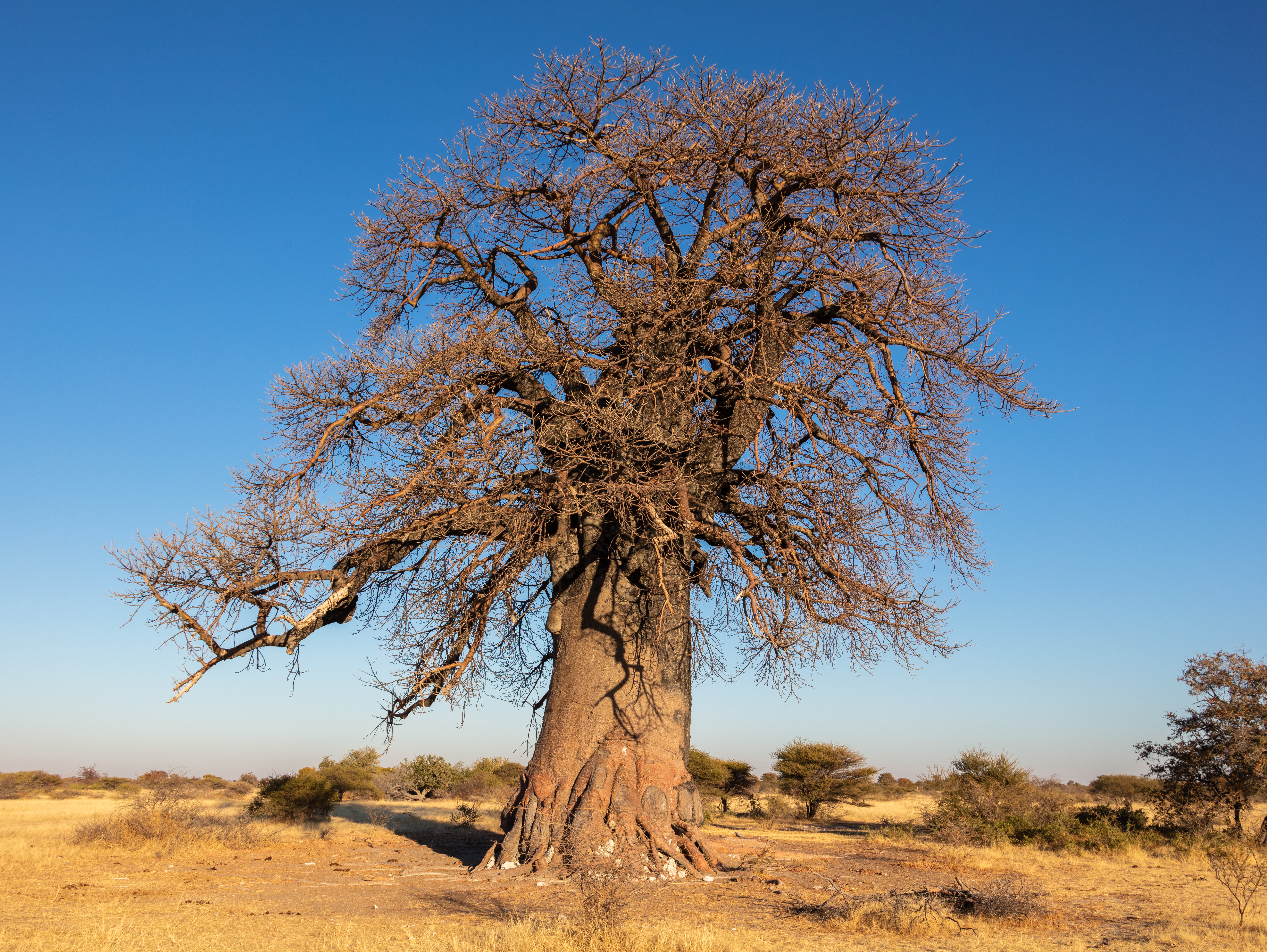
Baobab
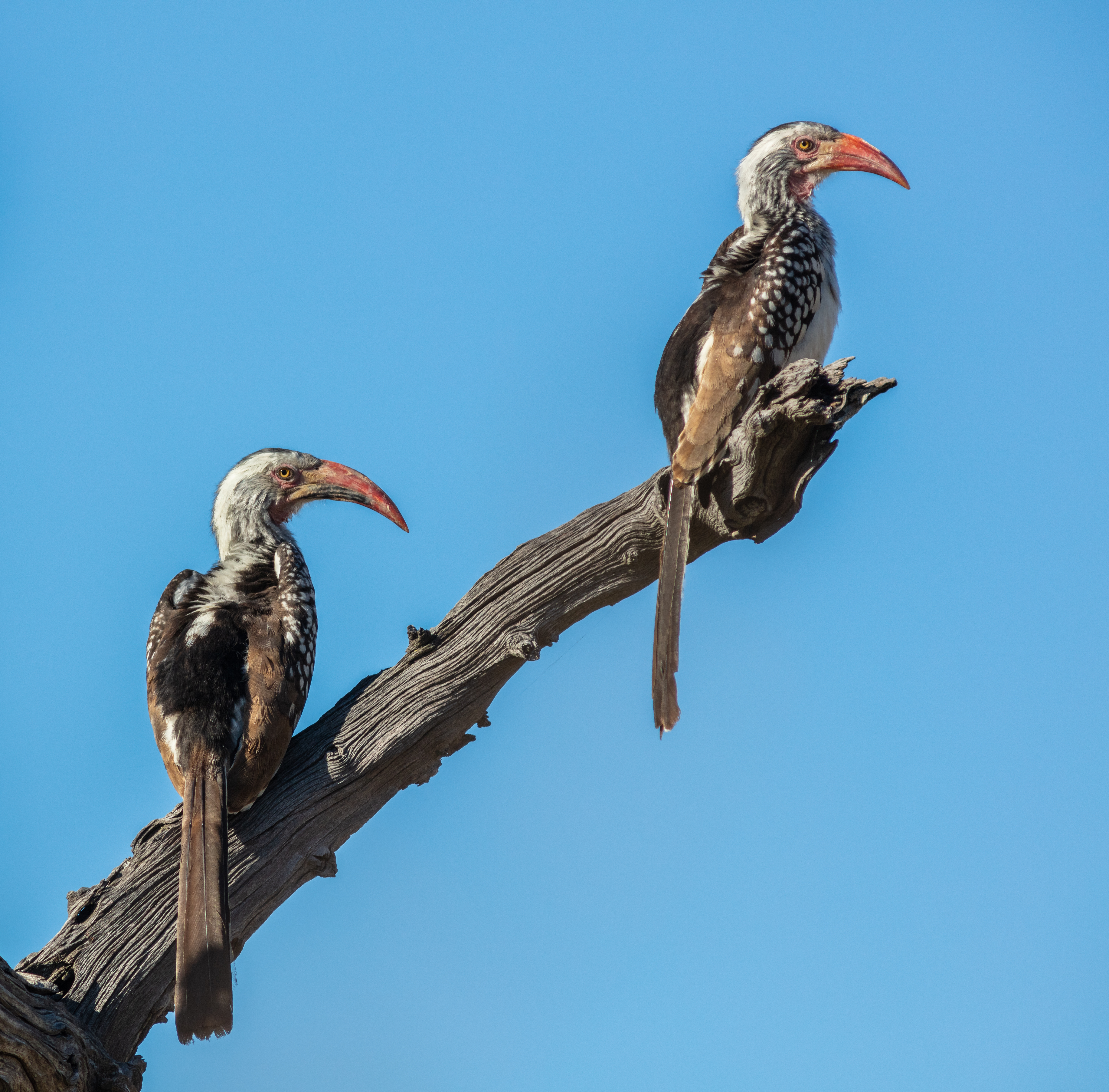
Toko buszmeński
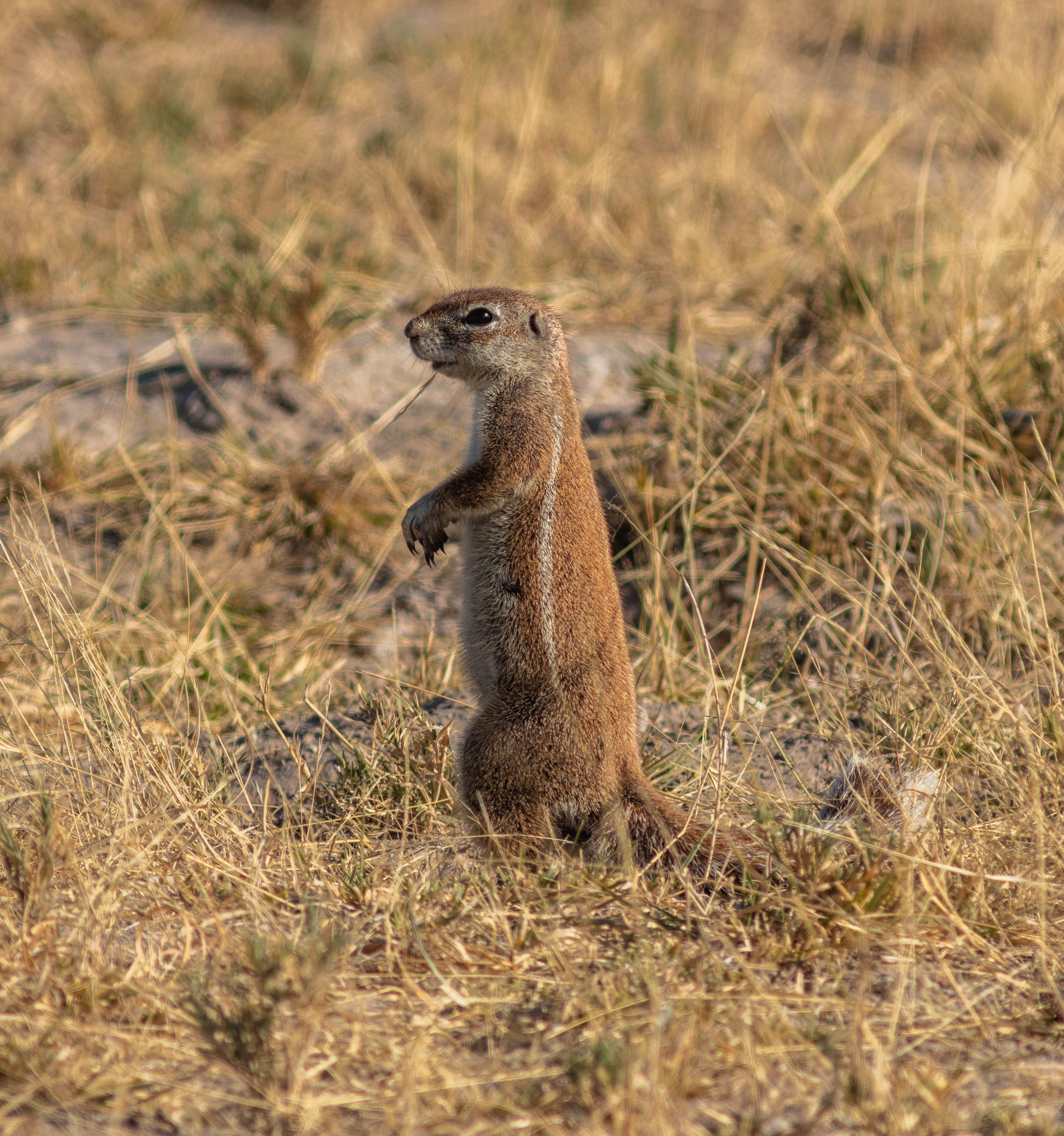
Afrowiórka namibijska
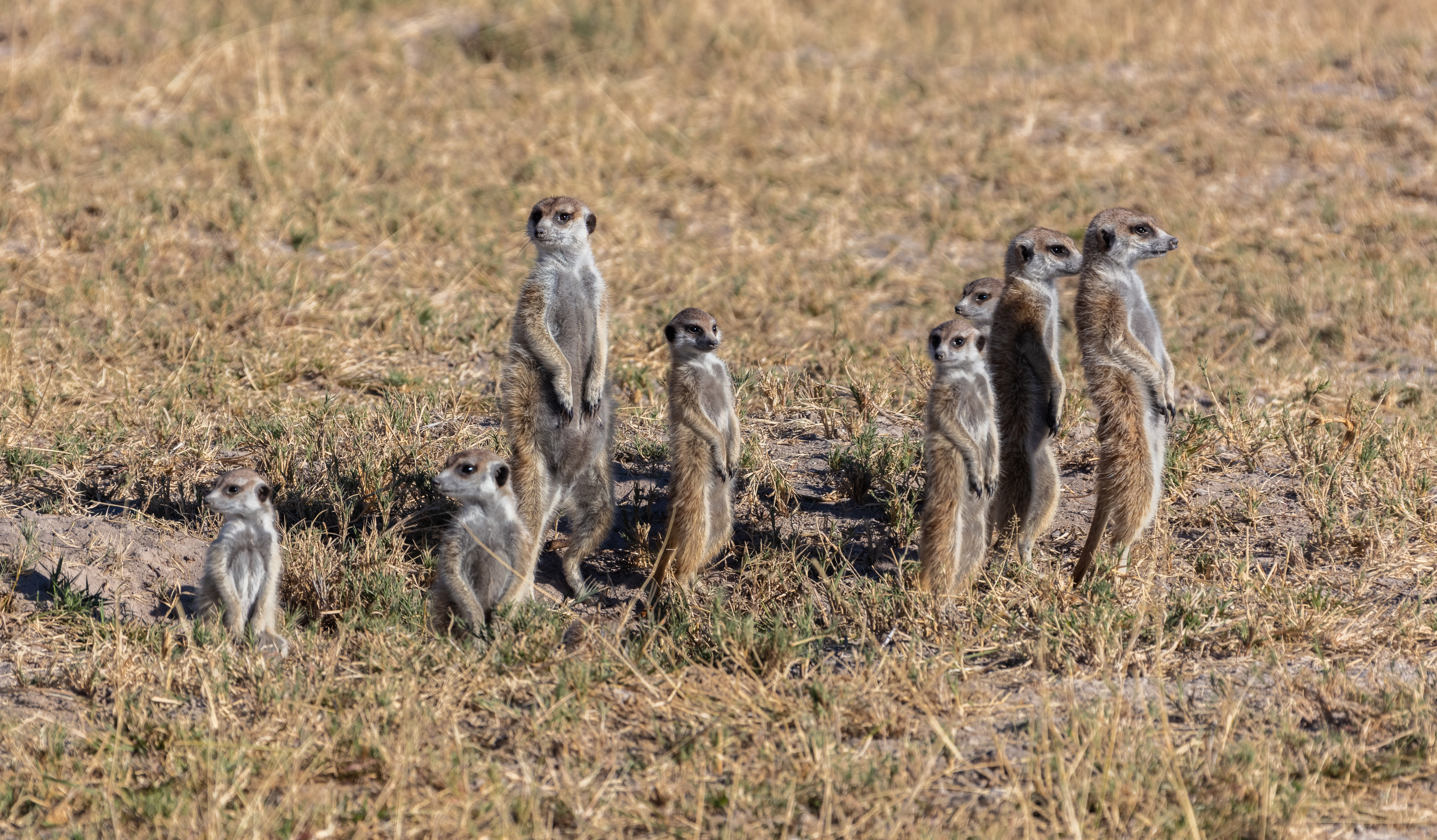
Surykatki
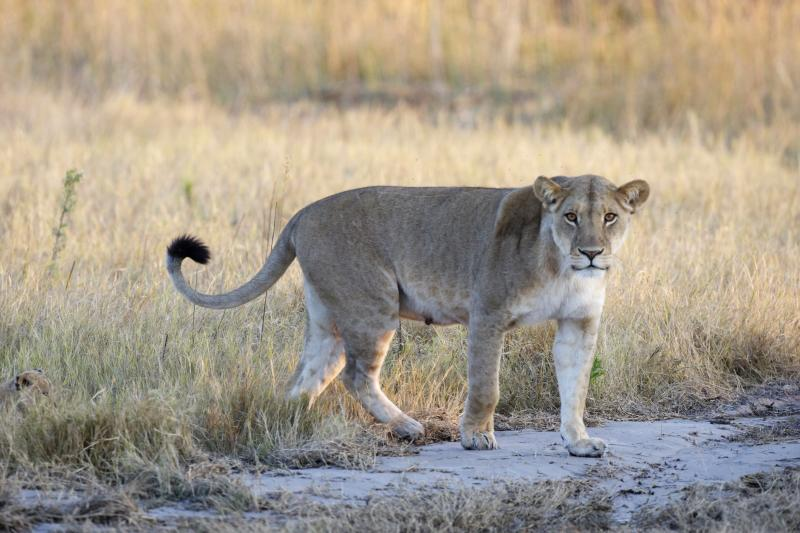
Lwica
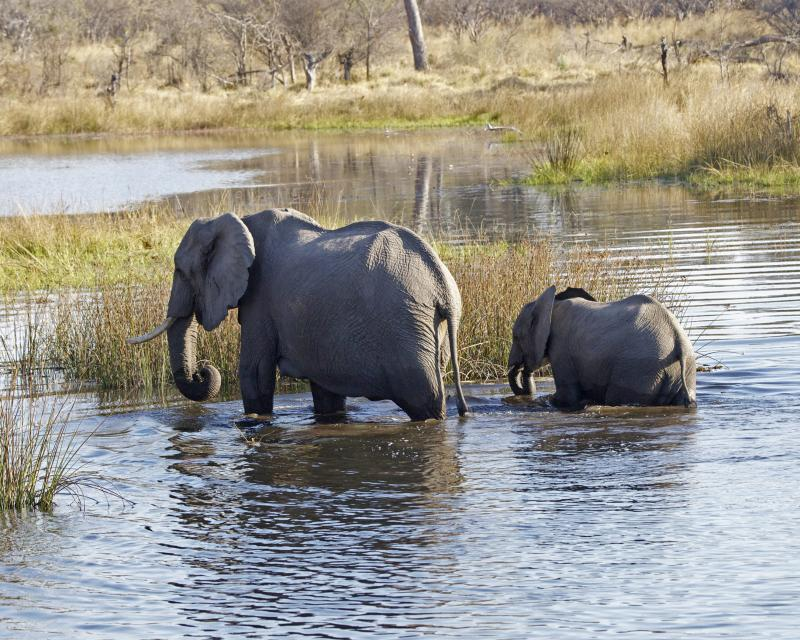
Słonie afrykańskie
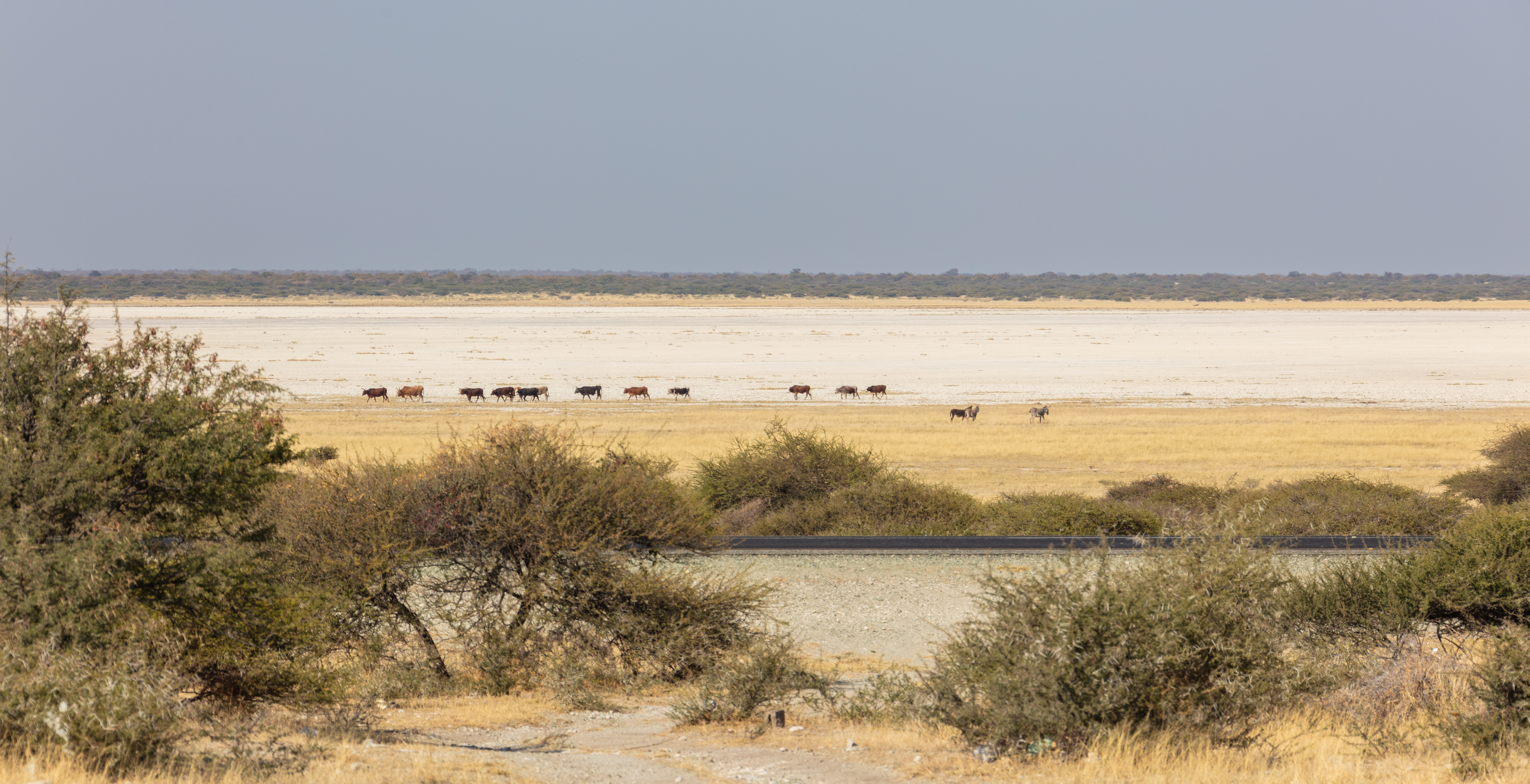
Bydło